# Pararaphidoglossa gibbiventris
Pararaphidoglossa gibbiventris är en stekelart som beskrevs av Giordani Soika 1978. Pararaphidoglossa gibbiventris ingår i släktet Pararaphidoglossa och familjen Eumenidae. Inga underarter finns listade i Catalogue of Life.